# Maria Pia van Saksen-Coburg-Gotha en Bragança
Maria Pia van Saksen-Coburg-Gotha en Bragança, Portugees: Maria Pia de Saxe-Coburgo-Gotha e Bragança (Lissabon, 13 maart 1907 - Verona, 6 mei 1995) noemde zich de 21e hertogin van Bragança en troonpretendent in Portugal. Zij claimde een onecht kind te zijn van Karel I van Portugal en Maria Amélia Laredó e Murça - een vrouw van wie niet bekend is dat ze ooit minnares van de koning is geweest. 
Ze beweerde dat zij, na het overlijden van Emanuel II van Portugal, het hoofd van het koninklijk huis was. Onder monarchisten had (en heeft) ze daarin medestanders. De Portugese wet sluit echter onechte kinderen uit van troonopvolging. Of haar bewering nu waar was of niet doet feitelijk niet ter zake. 
Ze schreef onder het pseudoniem Hilda de Toledano. In 1985 benoemde ze Rosario Poidimani tot opvolger.

## Gerelateerde onderwerpen
- Lijst van koningen van Portugal
- Huis Bragança-Saksen-Coburg en Gotha
- Hertogdom Bragança